# Sully (Calvados)
Sully é uma comuna francesa na região administrativa da Normandia, no departamento Calvados. Estende-se por uma área de 4,06 km². Em 2010 a comuna tinha 153 habitantes (densidade: 37,7 hab./km²).